# Szalbutamol
A szalbutamol vagy salbutamol szintetikus béta2-adrenerg receptor stimuláló szimpatomimetikum, ami közvetlenül a hörgőfali simaizomsejtekre hat. Hatását –  elsősorban a hörgők simaizomzatának béta2-receptorain fejti ki és – terápiás adagban – legfeljebb csekély mértékben hat a cardialis receptorokra.
A tabletta és szirup jól szívódik fel a gyomor- és béltraktusból. Az orális beadást követően kb. fele ürül ki a vizelettel inaktív szulfát konjugátum formájában (a többi változatlanul). 
Felezési idejét a plazmában 2-7 óra közöttire becsülik.
Aeroszol formában hatása gyorsan, 5 percen belül kezdődik és általában 4-6 órán át tart, így különösen az asztmás roham kezelésére és megelőzésére alkalmas enyhe asztmában, valamint az akut exacerbatiók kezelésére közepesen súlyos és súlyos asztmában.

## Hatása
A szalbutamol β-szimpatomimetikum, ami hatását főként a hörgőkben levő β2-receptorokon fejti ki. A szívben lévő β-receptorok túlnyomórészt β1-receptorok. Ismert, hogy a szívben lévő receptorok 10-50%-a β2-receptorcsaládhoz tartozik, melyeknek funkciója még nem teljesen tisztázott. A β2-mimetikus hatásokért (ide tartozik a szalbutamol hatása is), legalábbis részben az adenil-cikláz stimulációja a felelős, ami az ATP-t 3′,5′-cAMP (ciklikus adenozin monofoszfáttá) konvertálja. A megnövekedett 3′,5′-cAMP szint következtében a simaizmok, köztük a bronchiális simaizomzat is, ellazulnak. Feltételezhető, hogy a megemelkedett 3′,5′-cAMP szint gátolja, főként a hisztiocitákból (szöveti makrofágokból), az allergiás mediátorok felszabadulását. A legtöbb kontrollált klinikai vizsgálat azt bizonyította, hogy a szalbutamol erősebben hat a hörgőkre és gyengébben a kardiovaszkuláris rendszerre, mint az izoproterenol. A szalbutamol hatástartama hosszabb, mint az izoproterenolé, mivel a szalbutamolnak nincs szinaptikus re-uptake-ja, és nem metabolizálja a katechol-O-metiltranszferáz (COMT). 
Az egyéb β2-adrenoreceptor agonistákhoz hasonlóan a betegek egy részénél a szalbutamol is okozhat kardiovaszkuláris hatásokat, amint azt a pulzus-, vérnyomásmérések, valamint EKG-elváltozások, és egyéb tünetek igazolják. Ezek a tünetek azonban elsősorban a szalbutamol orális és intravénás beadását követően tapasztalhatóak. Az intravénásan beadott és porlasztó segítségével inhalált szalbutamol szérum-K-szint csökkenést okoz, bár ez a hatás általában nem jelentős, és csupán átmeneti jelenség.
Állatkísérletekben a szalbutamol és metilxantinok egyidejű alkalmazásakor az aritmiák és a szövettanilag szívizom nekrózissal kísért hirtelen halál előfordulásának gyakorisága növekedik. A fentiek humán vonatkozása még nem teljesen tisztázott, de az egyidejű alkalmazás fokozott óvatosságot igényel. 
A szalbutamol szokásos adagban alkalmazva nem okoz kardiovaszkuláris mellékhatásokat. Hosszan tartó kezelés esetén csökken a receptorok érzékenysége, vagyis a szalbutamol terápiás hatékonysága.

## Készítmények
- AC-BUTAMOL
- BRONCOVALEAS
- BUVENTOL EASYHALER
- ECOSAL
- HUMA-SALMOL
- SALBUTAMOL
- SALBUTAMOL SZIRUP
- SALVURON SR
- VENTOLIN DISKUS
- VENTOLIN EVOHALER
- VENTOLIN